# 大高村 (鳥取県)
大高村（おおたかそん）は、鳥取県西伯郡にあった村。現在の米子市の一部にあたる。

## 地理
米子平野の中央部、佐陀川の右岸に位置していた。

## 歴史
- 1889年（明治22年）10月1日、町村制の施行により、会見郡尾高村、岡成村、泉村、下郷村が合併して村制施行し、大高村が発足[2][3]。旧村名を継承した尾高、岡成、泉、下郷の4大字を編成[3]。
- 1896年（明治29年）4月1日、郡の統合により西伯郡に所属[3]。
- 1901年（明治34年）大字尾高に郵便局開設[3]。
- 1927年（昭和2年）蚕業学校が設立されたが翌年に廃校[3]。
- 1957年（昭和32年）1月1日、西伯郡県村と合併し、町制施行し伯仙町を新設して廃止された[2][3]。合併後、伯仙町大字尾高・岡成・泉・下郷となる[3]。

## 経済

### 産業
1930年に刊行された『市町村治績録 改訂第2版』によると農産285.484円、畜産10.236円、水産205円、工産40.966円である。
農業
- 産物は米、麦[4]。

商工業
- 酒造業の船越がいる[5]。

## 行政
村長、助役は以下の通りである。

### 村長
- 船越弥一郎[1]
- 船越純太郎[1]
- 青木寿一郎[1]
- 山上泰蔵[1]
- 青木米治郎[1]
- 川上角太郎[1]
- 吉木菅次郎[1][5]
- 青木栄[1]

### 助役
- 門脇房次郎[1][5]

## 人口
1930年に刊行された『市町村治績録 改訂第2版』によると戸数445戸、人口2489人。

## 地域

### 施設
教育
- 1929年（昭和4年）組合立大山高等公民学校設立[3]

宗教
- 大神山神社[4][6]

## 名所・旧跡
- 尾高城[4]